# Auburn (Kansas)
Pour les articles homonymes, voir Auburn.
Auburn est une municipalité américaine située dans le comté de Shawnee au Kansas.
Lors du recensement de 2010, sa population est de 1 227 habitants et en 2023, sa population est de 3 199 habitants. La municipalité s'étend alors sur une superficie de 0,65 mille carré (1,68 km2).
La localité est fondée en 1856 sous le nom de Brownsville, en l'honneur de son premier habitant européen John W. Brown. Pour éviter toute confusion avec un bureau de poste du même nom, elle est renommée Auburn l'année suivante, en référence au poème The Deserted Village d'Oliver Goldsmith.